# Henri François d'Aguesseau
Henri François d'Aguesseau fue un célebre magistrado y orador francés, hijo de Enrique de Aguessau, intendente del Limosin. 
Nació en Limoges el 27 de noviembre de 1668. A la edad de 22 años fue nombrado abogado general en el parlamento de París; seis años después fue procurador general y adquirió en el desempeño de este cargo gran reputación tanto por las sabias reformas que hizo adoptar como por las defensas y elocuentes discursos que pronunció. Sin embargo, hubo un momento en que cayó en desgracia de Luis XIV por haberse opuesto a la bula Unigenitus. En 1717 fue nombrado canciller por el regente, pero al siguiente año le destituyeron y desterraron de París por haberse opuesto al sistema de Law. 
Se retiró entonces a su posesión de Fresnes hasta que vistas las funestas consecuencias del fatal sistema que había combatido, le llamaron de nuevo en 1720. Dos años después el cardenal Dubois le volvió a deponer y a desterrar y no le fueron devueltos los sellos hasta el año 1737, siendo ministro el cardenal Fleury. El año 1750 hizo dimisión de su alto empleo y murió al año siguiente en 9 de febrero, esto es, a los 82 de su edad. Aguessau se hizo célebre principalmente como magistrado íntegro y orador elocuente pero no era menos notable por sus cualidades sociales, por su reconocida piedad y por su vasta instrucción: se ocupó mucho de la filosofía y en sus Meditaciones filosóficas ha seguido los pasos de Descartes. Se han hecho varias impresiones de sus obras.